# مولسرید
مولسرید (به سوئدی: Målsryd) یک منطقهٔ مسکونی در سوئد است که در بخش بوروس واقع شده‌است. مولسرید ۰٫۹۹ کیلومتر مربع مساحت و ۹۰۷ نفر جمعیت دارد.